# Peter Barnes (reżyser)
Peter Barnes (ur. 10 stycznia 1931 w Londynie, zm. 1 lipca 2004 tamże) – brytyjski scenarzysta, producent filmowy, reżyser i dramaturg.

## Życiorys
Urodził się w London Borough of Tower Hamlets, ale wychował się w Stroud (Gloucestershire), gdzie uczęszczał do szkoły i debiutował jako komik amator w kawiarni swoich rodziców. Po odbyciu służby wojskowej w lotnictwie próbował działać jako radny w radzie hrabstwa Londynu, lecz szybko tego zaniechał nie widząc dla siebie przyszłości jako polityka. Korespondencyjnie studiował teologię, pisał jako krytyk filmowy, pracował jako redaktor i w końcu jako reżyser.
W roku 1959 po raz pierwszy sfilmowano jego scenariusz The White Trap. W roku 1968 w teatrze w Nottingham odbyła się premiera The Ruling Class, a jego sztuka Czerwone nosy (Red Noses) w 1985 roku została wybrana do grona "dziewięciu najlepszych sztuk" w Londynie (na język polski przełożył ją Stanisław Barańczak). Kolejne utwory The Bewitched czy mocno kontrowersyjna sztuka o Oświęcimiu Laughter! umocniły jego pozycję wśród ówczesnych dramaturgów, porównywalną z Haroldem Pinterem czy Tomem Stoppardem.
Choć znany był ze swoich scenariuszy, to jego popularność wzrosła dopiero w latach dziewięćdziesiątych. Napisał scenariusz do filmu Czarowny kwiecień, który w 1992 roku, został nominowany do Oscara za najlepszy scenariusz adaptowany.
Między rokiem 1989 a 1994 wyreżyserował cztery filmy telewizyjne, które jednak nie odniosły większego sukcesu. W połowie lat dziewięćdziesiątych Peter Barnes pisał dla Hallmark Channel oraz pracował nad adaptacjami filmowymi, między innymi w roku 2000 napisał scenariusz do miniserialu Baśnie tysiąca i jednej nocy.
Był dwukrotnie żonaty. W roku 1958 ożenił się z Charlotte Beck. Po jej śmierci, w roku 1995 ożenił się z Christine Horn, a pięć lat później urodziła im się córka Leela. W roku 2002 urodziły mu się trojaczki: córka Abigail i synowie Nathaniel i Zachary.
Zmarł na wylew krwi do mózgu.

## Filmografia
- 1959: Breakout
- 1966: Nie z moją żoną! (Not with My Wife, You Don't!)
- 1972: Wyższe sfery (The Ruling Class)
- 1992: Czarowny kwiecień (Enchanted April)
- 1998: Merlin (Merlin)
- 1999: Alicja w Krainie Czarów (Alice in Wonderland)
- 1999: Arka Noego (Noah's Ark)
- 1999: Skrzaty kontra Elfy (The Magical Legend of the Leprechauns)
- 1999: Opowieść wigilijna (A Christmas Carol)
- 2000: Baśnie tysiąca i jednej nocy (Arabian Nights)
- 2000: Might as Well Live (krótkometrażowy)
- 2007: W blasku gwiazd (The Moon and the Stars)

## Wybrane dramaty
- 1963: The Time of the Barracudas
- 1968: Wyższe sfery (The Ruling Class)
- 1969: Ostatnia wieczerza Leonarda (Leonardo’s Last Supper)
- 1978: Laughter!
- 1985: Czerwone nosy (Red Noses)
- 2001: Jubilee

## Nagrody i nominacje
- 1968: Nagroda Johnhna Whitinga za Wyższe sfery[6]
- 1969: Nagroda Evening Standard dla najlepiej zapowiadającego się pisarza[6]
- 1981: Nagroda Giles Cooper za słuchowisko radiowe The Jumping Minuses of Byzantium[7]
- 1985: Nagroda Laurence Olivier za Czerwone nosy[8]
- 1992: Nominacja do Oscara za Czarowny kwiecień[9]
- 1993: Nominacja do Writers Guild of America za Czarowny kwiecień
- 1998: Nominacja do Emmy za Merlin
- 2000: Nagroda CINE Eagle za scenariusz do Might as Well Live